# بارور باشید و کثیر شوید
بارور باشید و کثیر شوید (انگلیسی: Be fruitful and multiply)پیدایش ۱:۲۸ در یهودیت، مسیحیت، و برخی دیگر از دین‌های ابراهیمی، دستوری فرهنگی و دستور الهی است که در سفر پیدایش ۱:۲۸ یافت می‌شود، که در آن خدا پس از آفرینش جهان و هر چه در آن است، وظیفه پر کردن و تسلیم کردن و حکومت بر زمین را بر عهده بشر می‌گذارد. دستور فرهنگی شامل جمله «بارور و کثیر شوید و زمین را پر سازید و در آن تسلط نمایید، و بر ماهیان دریا و پرندگان آسمان و همهٔ حیواناتی که بر زمین می‌خزند، حکومت کنید.» فرمان فرهنگی به آدم و حوا داده شد.
برخی از مردم با استفاده از این دیدگاه همه روش‌های جلوگیری از بارداری را رد می‌کنند اما عیسی مسیح ۳۳ سال روی زمین بدون اینکه همسر و فرزندی داشته باشد زندگی کرد. عیسی مسیح، به عنوان یک یهودی، بر اساس قوانین و رسوم یهود تربیت شده بود (پیدایش فصل ۴ آیه ۴)، و قانون خدا را به‌طور کامل به سرانجام رساند (متی فصل ۵ آیه ۱۷). با این وجود، او به‌طور جسمانی بارور و زیاد نشد، این مطلب نشان می‌دهد که پیدایش فصل ۱ آیه ۲۸ یک دستور برای تک تک انسان‌ها نیست. علاوه بر این، عیسی مسیح تجرد را یک انتخاب شخصی می‌داند، نه آن را محکوم می‌کند و نه آن را در برابر ازدواج و بچه دار شدن تحسین می‌کند (متی فصل ۱۹ آیه ۱۲). دیگر اینکه پولس مسیحیان را به مجرد ماندن تشویق می‌کند (اول قرنتیان فصل ۷ آیه ۳۸) تا افراد مجرد بتوانند همه تمرکز خود را بر روی خدمت به خدا قرار دهند (آیه‌های ۳۲–۳۵). پولس می‌گوید ازدواج خوب است اما تحت شرایط خاصی، مجرد ماندن بهتر است. او با الهام از روح القدس، انسان را به انجام کاری بر ضد دستور خدا مبنی بر بارور و زیاد شدن، تشویق نمی‌کند. در آخر، اگر بارور و زیاد شدن یک دستور صریح برای همه زوج‌ها بود، در صورت ناباروری یک زوج به مشکل برمی‌خوردیم. کتاب مقدس فرزندان را برکت خدا می‌داند (مزامیر فصل ۱۲۷ آیه‌های ۳–۵) اما هیچ جایی از کتاب مقدس ناباروری را گناه یا نفرینی از جانب خدا ندانسته‌است.

## نظریه تأثیر بر محیط زیست
انسان محوری، دیدگاه فلسفی با این استدلال که انسان مرکزی یا مهم‌ترین موجود در جهان است. این یک باور اساسی است که در بسیاری از ادیان و فلسفه‌های غربی نهفته‌است. انسان محوری انسان را جدا از طبیعت و برتر از آن می‌داند و معتقد است که زندگی انسان دارای ارزش ذاتی است در حالی که سایر موجودات (از جمله حیوانات، گیاهان، منابع معدنی و غیره) منابعی هستند که ممکن است به‌طور موجهی به نفع نوع بشر مورد بهره‌برداری قرار گیرند. بسیاری از علمای اخلاق، ریشه‌های انسان محوری را در داستان آفرینش می‌یابند که در کتاب پیدایش در کتاب مقدس یهودی-مسیحی بیان شده‌است، که در آن انسان‌ها به شکل خدا آفریده شده‌اند و به آنها دستور داده شده‌است که زمین را تحت سلطه خود درآورند و بر همه چیز «تسلط داشته باشند». موجودات زنده دیگر این قطعه به عنوان نشانه ای از برتری بشریت بر طبیعت و به مثابه چشم پوشی ابزاری از طبیعت تعبیر شده‌است، جایی که جهان طبیعی فقط به این دلیل ارزش دارد که برای نوع بشر مفید باشد. در دهه ۱۹۷۰، محققانی که در حوزه آکادمیک در حال ظهور اخلاق زیست‌محیطی کار می‌کردند، دو چالش اساسی را برای انسان‌محوری مطرح کردند: آنها این سؤال را مطرح کردند که آیا انسان باید برتر از سایر موجودات زنده در نظر گرفته شود یا خیر، و همچنین پیشنهاد کردند که محیط طبیعی ممکن است دارای ارزش ذاتی مستقل از سودمندی آن برای نوع بشر باشد.
لین وایت استاد تاریخ قرون وسطی در دانشگاه پرینستون مدعی شده‌است که بحران زیست‌محیطی کنونی ما در اصل، معلول «نخوت مسیحیت متعارف نسبت به طبیعت» است. به اعتقاد او نخوت، در نگرش انسان‌مدارانه و تحکم‌آمیزی ریشه دارد که سابقه‌اش به سفر پیدایش و کتاب مقدس بازمی‌گردد؛ مخصوصاً به آیه ۲۸، از باب اول آن که در آن آمده‌است:
«و خدا ایشان آدم و حوا را برکت دارد و به ایشان گفت: «بارور شوید و تکثیر شوید، زمین را پر سازید و بر آن تسلط یابید. بر ماهیان دریا، پرندگان آسمان و همه جانورانی که بر روی زمین زندگی می‌کنند، سروری و حکومت کنید». به نظر وایت، دین مسیحیت یکی از انسان‌محوری‌ترین دین‌هاست که انسان را محور قرار داده‌است تا بتواند بر طبیعت مسلط شود.»
به گفته وایت در جهان‌نگری مسیحی: مسیحت با از میان برداشتن جاندارانگاری (اعتقاد به اینکه در اشیای طبیعی روح) است، این امکان را فراهم آورد که انسان با روحیه‌ای که به احساسات اشیای طبیعی بی‌اعتناست، از طبیعت بهره‌کشی کند. این طرز تلقی باعث شده که در زمین، ویرانی به بار آورده شود و محیط زیست تخریب شود. وایت همچنین اظهار می‌کند که تا زمانی که این اصل موضوع مسیحیت را که طبیعت، هیچ فلسفه وجودی‌ای جز خدمت به انسان ندارد، طرد نکنیم، همچنان با بحران بوم شناختی رو به رو خواهیم بود.